# Capsella
Capsella Medik., 1792 è un genere di piante spermatofite dicotiledoni appartenenti alla famiglia delle Brassicacee, dall'aspetto di piccole erbacee annuali o bienni.

## Etimologia
Il nome generico Capsella viene dal latino capsa, "cassetta per libri o per frutta".
Il nome di questo genere venne attribuito nel 1792 dal botanico tedesco Medicus (nome italianizzato di Friedrich Kasimir Medikus (1736–1808) che vedeva nella forma dei frutti di alcune specie di questo genere la borsa del pastore delle pecore contenente il sale pastorizio da dare alle bestie. Probabilmente l'origine risale alla forma dei frutti (siliquette cuoriformi) della pianta, simili alle bisacce dei pastori.

## Descrizione

### Radici
La radice è un fittone.

### Fusto
Il fusto è eretto, piuttosto esile e debolmente peloso. Può essere semplice o ramoso.

### Foglie
- Foglie basali: quasi sempre sono presenti delle rosette basali con foglie picciolate a volte incise e altre no.
- Foglie cauline: le foglie cauline sono oblunghe o lanceolate, sempre amplessicauli e in alcune specie sono sagittate (la base delle foglie è simile ad una freccia) in altre seghettate.

### Infiorescenza
L'infiorescenza tipica per questo genere è un racemo lasso e nudo e comunque semplice.

### Fiori
I fiori sono ermafroditi, tetrameri, dialipetali e attinomorfi ed hanno dimensioni minime (pochi millimetri).
- Calice: i sepali sono quattro, di forma ovale; il colore può essere verde o arrossato e non sono persistenti.
- Corolla: la corolla è composta da quattro piccoli petali spatolati in disposizione opposta a croce (struttura tipica delle “crocifere”) uguali fra di loro e sporgenti dal calice. Il colore può essere bianco o roseo.
- Androceo: gli stami sono 6 (a volte derivano da petali trasformati); le antere sono ovali o oblunghe e comunque ottuse all'apice.
- Gineceo: l'ovario è bicarpellare supero; lo stilo è persistente nel frutto.
- Fioritura: sono specie che fioriscono molto presto con un rapido sviluppo ed una grandissima produzione di semi che spargono tutto intorno in modo che le piante possono rifiorire di nuovo.

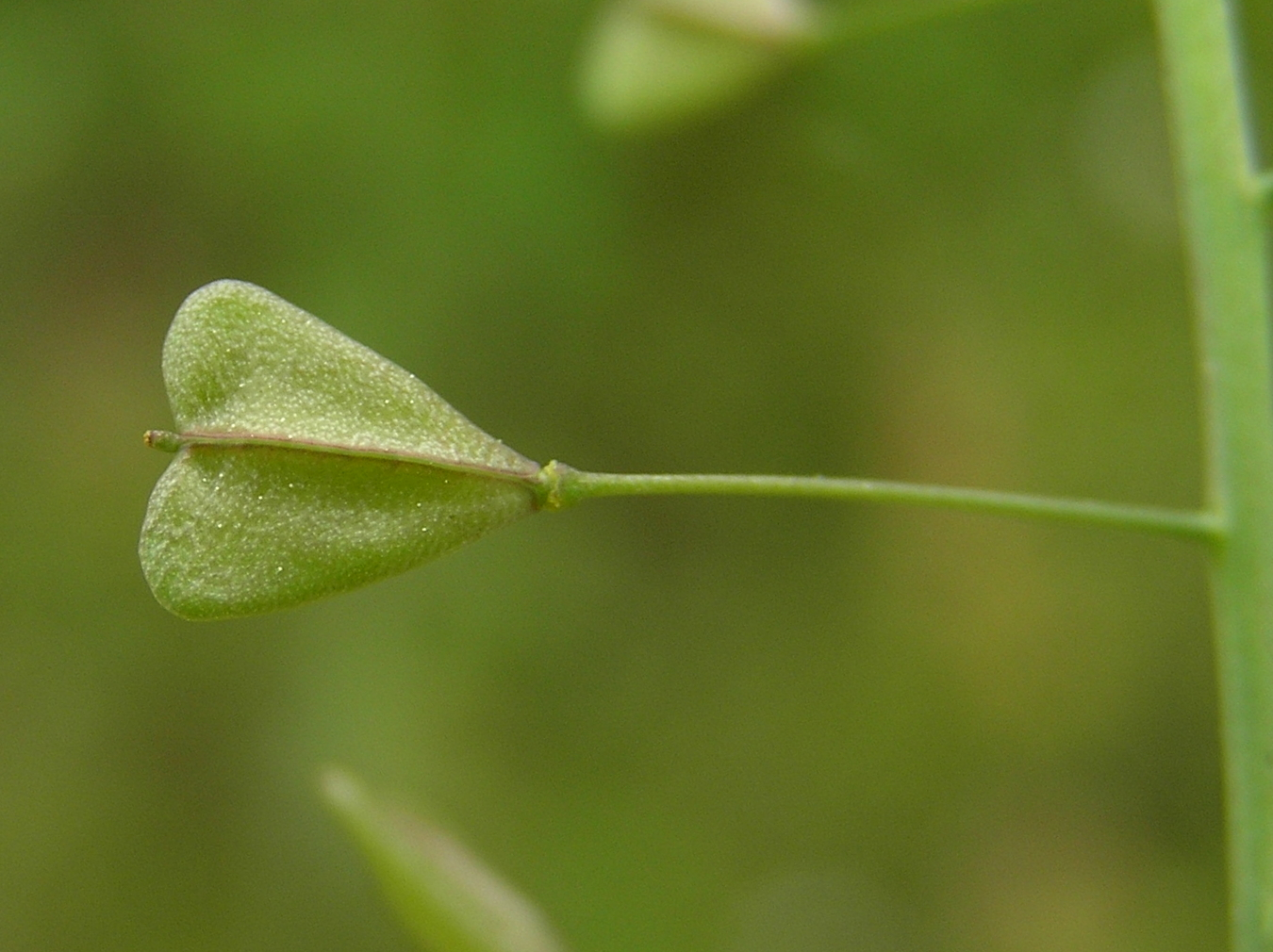
Siliquetta cuoriforme di Capsella bursa-pastoris

### Frutti
I frutti sono delle siliquette (lunghe più o meno quanto larghe) quasi sempre triangolari (cuoriformi - a forma di cuore) con l'apice rivolto all'interno del fusto e fortemente appiattite. Nel loro interno trovano posto diversi semi oblunghi. L'inserzione del frutto (col peduncolo) sul fusto è patente.

## Distribuzione e habitat
Le specie di questo genere sono diffuse in tutto il mondo (il tipo corologico è cosmopolita (Cosmop.)). In particolare sono diffuse nell'America del Nord (Alaska compresa, qualche presenza sul versante pacifico della Cordigliera delle Ande, Europa (molto diffuse), non molto diffuse in Asia e Africa e diffuse abbastanza nell'Australia sud-orientale.
Sono piante invadenti che crescono lungo i viottoli e sui muri, ma anche nei prati sia incolti che coltivati e ai margini boschivi.

## Tassonomia
Il Sistema Cronquist assegna la famiglia delle Brassicacee all'ordine delle Capparali mentre la moderna classificazione APG la colloca nell'ordine delle Brassicali. Sempre in base alla classificazione APG sono cambiati anche i livelli superiori (vedi tabella a destra). Nelle classificazioni più vecchie la famiglia del genere Capsella viene chiamata anche Crucifere (o Crocifere).
Le Brassicacee sono una tra le più ampie famiglie delle Angiosperme (assieme alle Asteracee) e sono diffuse principalmente nella fascia temperata e fredda del nostro globo. Il genere Capsella comprende poche specie tre delle quali sono presenti spontaneamente sul territorio italiano.
Dal punto di vista tassonomico il genere Capsella appartiene alla sottotribù Capsellinae (assegnata dal naturalista K. Pranti nel 1891); e, al livello superiore, alla tribù Capselleae (definita dal botanico Horan in una pubblicazione del 1847). Altre classificazioni assegnano il genere in oggetto alla sottofamiglia delle Polemonioidee, e alla tribù delle Lepidiee.
Il genere comprende le seguenti specie:
- Capsella bursa-pastoris (L.) Medik.
- Capsella × gracilis Gren.
- Capsella grandiflora (Fauché & Chaub.) Boiss.
- Capsella lycia Stapf
- Capsella mexicana Hemsl.
- Capsella orientalis Klokov
- Capsella puberula Rupr.
- Capsella rubella Reut.
- Capsella tasmanica (Hook.) F.Muell.

### Specie spontanee della flora italiana
Per meglio comprendere ed individuare le varie specie del genere (solamente per le specie spontanee della nostra flora) l'elenco che segue utilizza il sistema delle chiavi analitiche.
- Gruppo 1A: specie con petali piccoli (1,5–3 mm);
  - Gruppo 2A: dimensione dei petali dai 2 ai 3 mm; i petali sporgono dal calice; i denti del calice sono verdastri; piante biennali; 
Capsella bursa-pastoris (L.) Medik. – Borsapastore comune: (per questa pianta è disponibile una specifica scheda di approfondimento) la forma biologica di questa specie è emicriptofita bienne; l'altezza del fusto oscilla dai 10 cm fino ai 40 cm; il colore della corolla è bianco; è comune su tutto il territorio dal piano fino a 1800 m s.l.m..
  - Gruppo 2B: dimensione dei petali da 1,5 ai 2 mm; i petali non sporgono dal calice; i denti del calice sono arrossati; piante annue (a ciclo breve); 
Capsella rubella (L.) Reut. – Borsapastore annuale: la forma biologica di questa specie è terofita scaposa; il fusto arriva fino a 30 cm di altezza; la corolla è rosea con petali più piccoli della specie precedente; è comune su tutto il territorio dal piano fino a 1300 m s.l.m..
- Gruppo 1B: specie con petali più grandi (4–5 mm);

Capsella grandiflora (Fauche & Chaub.) Boiss. – Borsapastore a fiori grandi: è la specie maggiore del genere (sempre relativamente alle specie presenti nella flora italiana); può arrivare fino a 60 cm e oltre; la forma biologica di questa specie è terofita scaposa; in Italia è presente in alcune zone del Nord (Trieste, Brescia e Bergamo), e si trova fino a 200 m s.l.m..

## Usi
L'uso di queste piante è circoscritto soprattutto nell'ambito della cucina popolare (insalate o minestre). Quello medicinale è alquanto diminuito. Ricordiamo qui che al tempo del Medicus le attribuivano virtù antiscorbutiche.